# Lesoto en los Juegos Paralímpicos de Londres 2012
Lesoto estuvo representado en los Juegos Paralímpicos de Londres 2012 por una deportista femenina. El equipo paralímpico lesotense no obtuvo ninguna medalla en estos Juegos.